# دوبروفکا (جمهوری آلتای)
دوبروفکا (به لاتین: Dubrovka) یک منطقهٔ مسکونی در روسیه است که در جمهوری آلتای واقع شده‌است.